# Laguna Consuelo
La laguna Consuelo es una laguna pantanosa de agua dulce de Bolivia, ubicada en la región del Gran Pantanal en el departamento de Santa Cruz al este del país, cerca de la frontera con Brasil en las coordenadas 17°35′48″ S 57°54′0″ O. Esta laguna tiene una superficie de 2,74 kilómetros cuadrados.